# اثر سن پدر

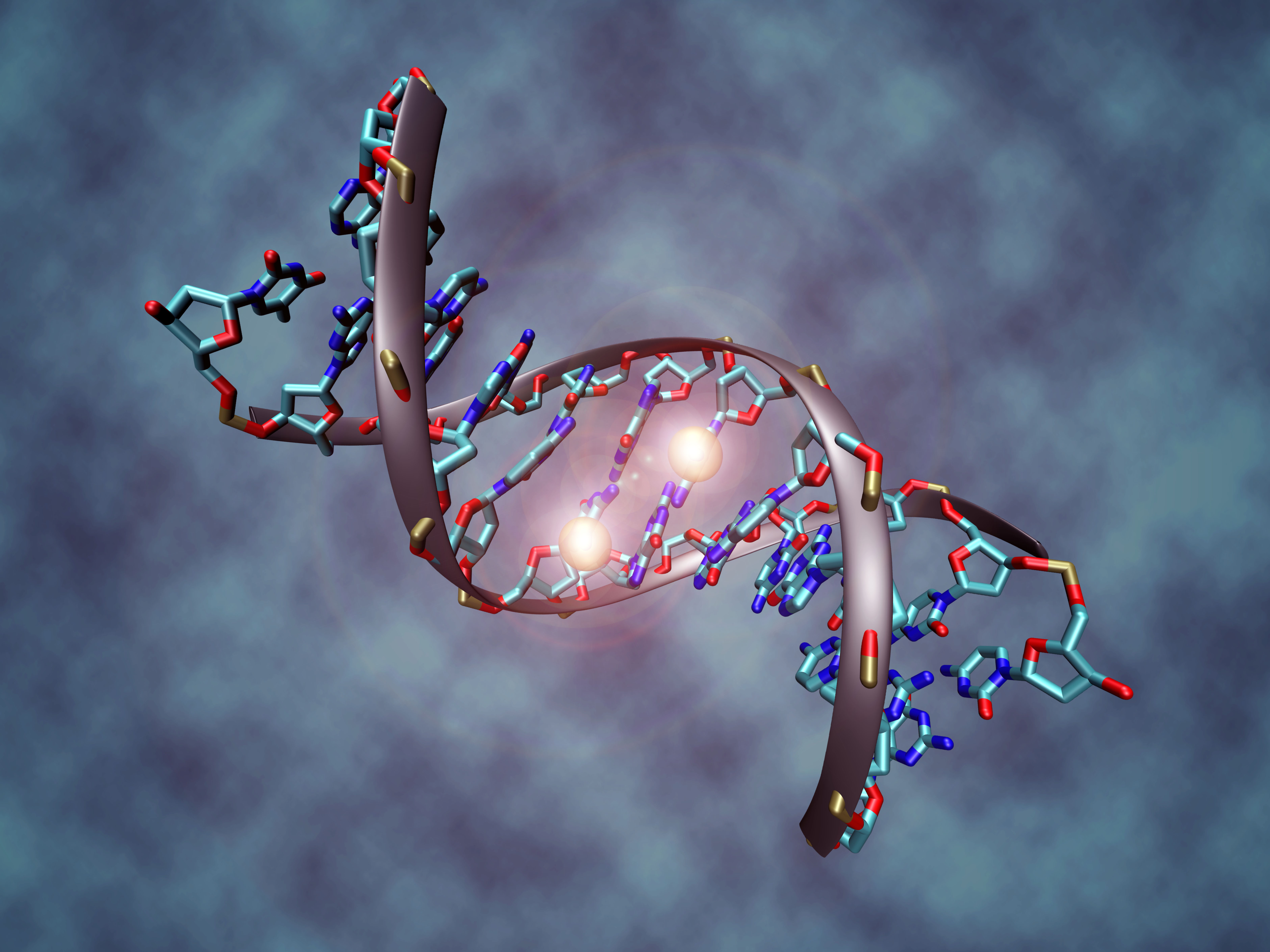
متیله‌شدن دی‌ان‌ای

اثر سن پدری (به انگلیسی: Paternal age effect)، رابطه آماری بین سن پدر در زمان باروری و اثرات زیست‌شناختی بر کودک است. چنین اثراتی می‌تواند به وزن هنگام تولد، ناهنجاری‌های مادرزادی، امید به زندگی و پیامدهای روانی مربوط باشد. یک بررسی در سال ۲۰۱۷ نشان داد که در حالی که اثرات شدید سلامتی با سن بالاتر پدر مرتبط است، افزایش کل مشکلات ناشی از سن پدر کم است. در حالی که سن پدر از سال ۱۹۶۰ تا ۱۹۷۰ افزایش یافته‌است، اما این موضوع به عنوان یک نگرانی عمده برای سلامت عمومی دیده نمی‌شود.
کیفیت ژنتیکی اسپرم، و همچنین حجم و تحرک آن، ممکن است با افزایش سن کاهش یابد، ، ژنتیک‌دان جمعیت، جیمز اف کرو، ادعا می‌کند که «بزرگ‌ترین خطر جهشی برای سلامتی ژنوم انسان، در مردان مسن بارور است".
| سن پدر هنگام تولد | خطر مرگ پدر پیش از تولد ۱۸ سالگی کودک |
| ----------------- | ------------------------------------- |
| ۲۰                | ۱٫۵٪                                  |
| ۲۵                | ۲٫۲٪                                  |
| ۳۰                | ۳٫۳٪                                  |
| ۳۵                | ۵٫۴٪                                  |
| ۴۰                | ۸٫۳٪                                  |
| ۴۵                | ۱۲٫۱٪                                 |